# 新疆第一口油井
新疆第一口油井（維吾爾語：شىنجاڭ 1-نېفىت قۇدۇقى‎）是新疆开掘的第一口油井，于清代末年发掘，是近代新疆石油工业兴起的标志。新疆第一口油井位于中华人民共和国新疆维吾尔自治区克拉玛依市独山子区。
新疆第一口油井是全国重点文物保护单位、石油石化行业中央企业工业文化遗产、国家工业遗产。

## 油井历史
清末，新疆当局开始重视石油等自然资源，当时编纂的《新疆图志》《库尔喀喇乌苏直隶厅乡土志》等地方志中开始收录青石狭峡（今克拉玛依市黑油山）、白杨河、独山子等地的油气情况。彼时，独山子有着“在厅城（库尔喀喇乌苏直隶厅，今乌苏市）东南六十里，奎屯河左，山土色赤，周百余里。石油矿质色黑，脉发自南山，苗露土面，撅孔尺余，泉水出焉。油浮水面，暑盛寒衰。”的记载。并且只有独山子所产石油质量优于他处。
清光绪三十二年（1906年），俄国矿产勘探人员认为独山子有丰富的石油，俄商阔阔巴福希望能够租下独山子油田并开采，不过新疆当局并未同意。第二年，新疆巡抚派出专员对独山子等地石油、石蜡进行采样。并将油样送至俄国巴库油田（位于今阿塞拜疆首都巴库）化验，结果据称“油色黑，每百觔可提净油六十余觔，足与美洲之产相抗衡”。于是新疆当局开始筹办独山子油矿，准备开采独山子油田。宣统元年（1909年），新疆从俄国购得顿钻钻机，运抵独山子开掘油井。此井是新疆使用机械设备钻的第一口油井。新疆第一口油井深七八丈（20余米），井内“声如波涛，油气蒸腾，直涌而出。以火燃之，焰高数尺。”此后，在新疆第一口油井的基础上，开始开采独山子油矿。到民国二年（1913年），该矿年产原油2.5吨。
此后，独山子原油产量虽有增长，但规模不大。直至1951年，中苏石油股份公司在新疆第一口油井的旧址处重新钻井，独山子油田第二次大规模开发开始。然而新疆第一口井并未被完好的保存，因开发过程中在新疆第一口井附近重新钻探，导致原井结构被破坏。到1953年，独山子油田年产原油超过7万吨，占当年中国原油产量的近四分之一，也是该油田年产原油最多的一年。随着克拉玛依油田的发现，独山子开始侧重炼油产业：独山子油田于1958年结束钻井工作，且原油产量持续下降，于1992年关闭独山子油田的油井。独山子油田共产出34万吨原油和2.16亿立方米天然气。

## 保护历程

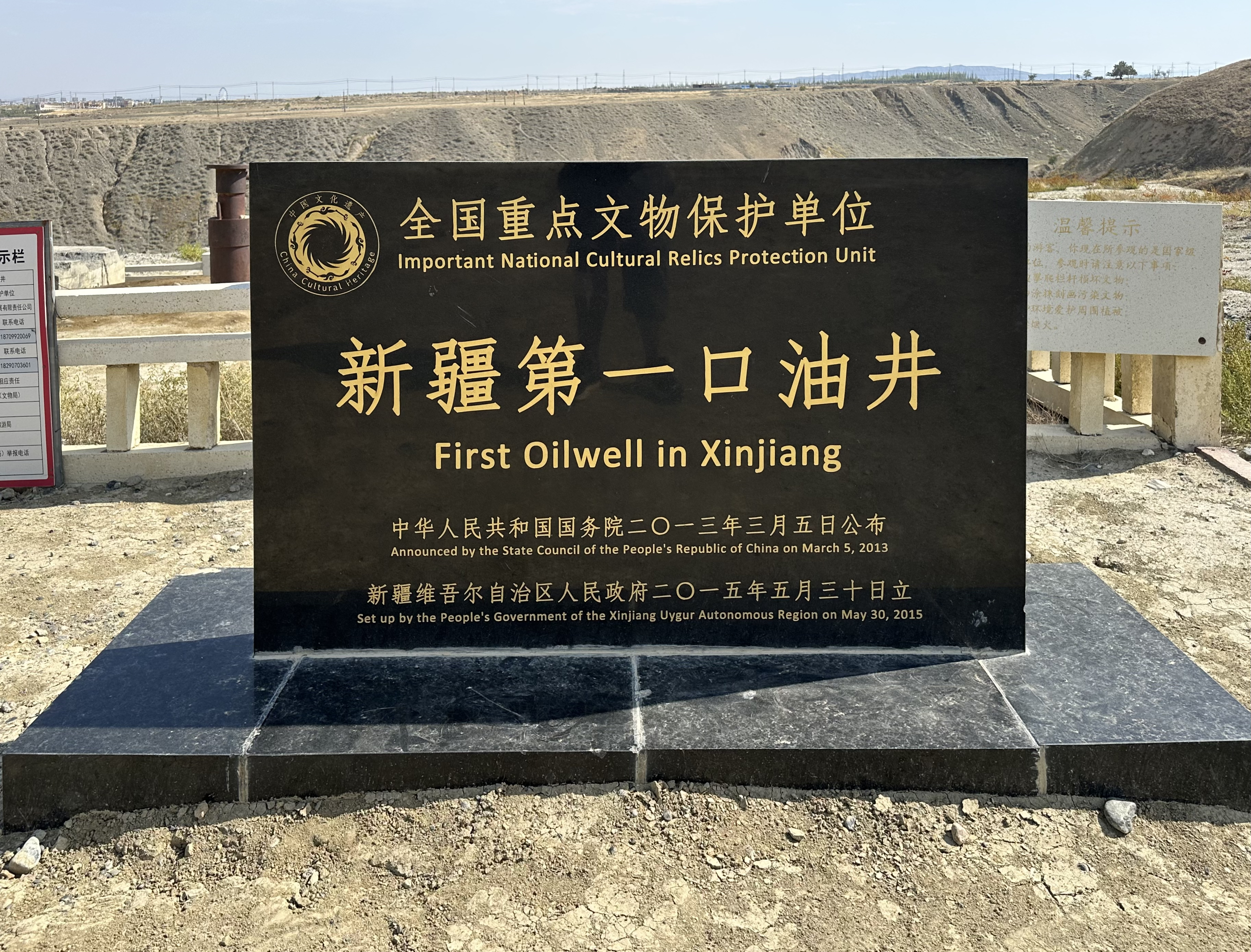
新疆第一口油井 文物保护碑

2007年，新疆维吾尔自治区人民政府将新疆第一口油井列入新疆维吾尔自治区文物保护单位。2013年3月，中华人民共和国国务院公布第七批全国重点文物保护单位，其中包括新疆第一口油井。2018年，新疆第一口油井作为项目“独山子油矿、克拉玛依油田”的主要遗存之一，入选首批中国工业遗产保护名录。2019年12月，国务院国有资产监督管理委员会公布石油石化行业中央企业工业文化遗产名录，新疆第一口油井以“独山子石化新疆第一口油井”之名位列其中。2020年，中华人民共和国工业和信息化部公布第四批国家工业遗产，新疆第一口油井作为独山子炼油厂的核心物项之一位列其中。2021年，新疆维吾尔自治区文化和旅游厅公布第一批《新疆维吾尔自治区不可移动革命文物名录》，新疆第一口油井位列名录之中。

## 位置与形制
新疆第一口油井位于中华人民共和国新疆维吾尔自治区克拉玛依市独山子区西南，处泥火山北坡。新疆第一套蒸馏釜遗址位于其东侧150米处。
新疆第一口油井地表尚存钻管桶，高约1.3米，直径0.3米。钻管桶四周建有长、宽各约11米的水泥柱围栏。